# Rehaniya
Rehaniya (in ebraico ריחאניה‎?; in arabo الريحانية‎?; in adighè: Рихьаные) è un villaggio situato nel consiglio regionale di Merom HaGalil, in Alta Galilea, in Israele. La maggioranza degli abitanti è costituita da circassi.

## Storia

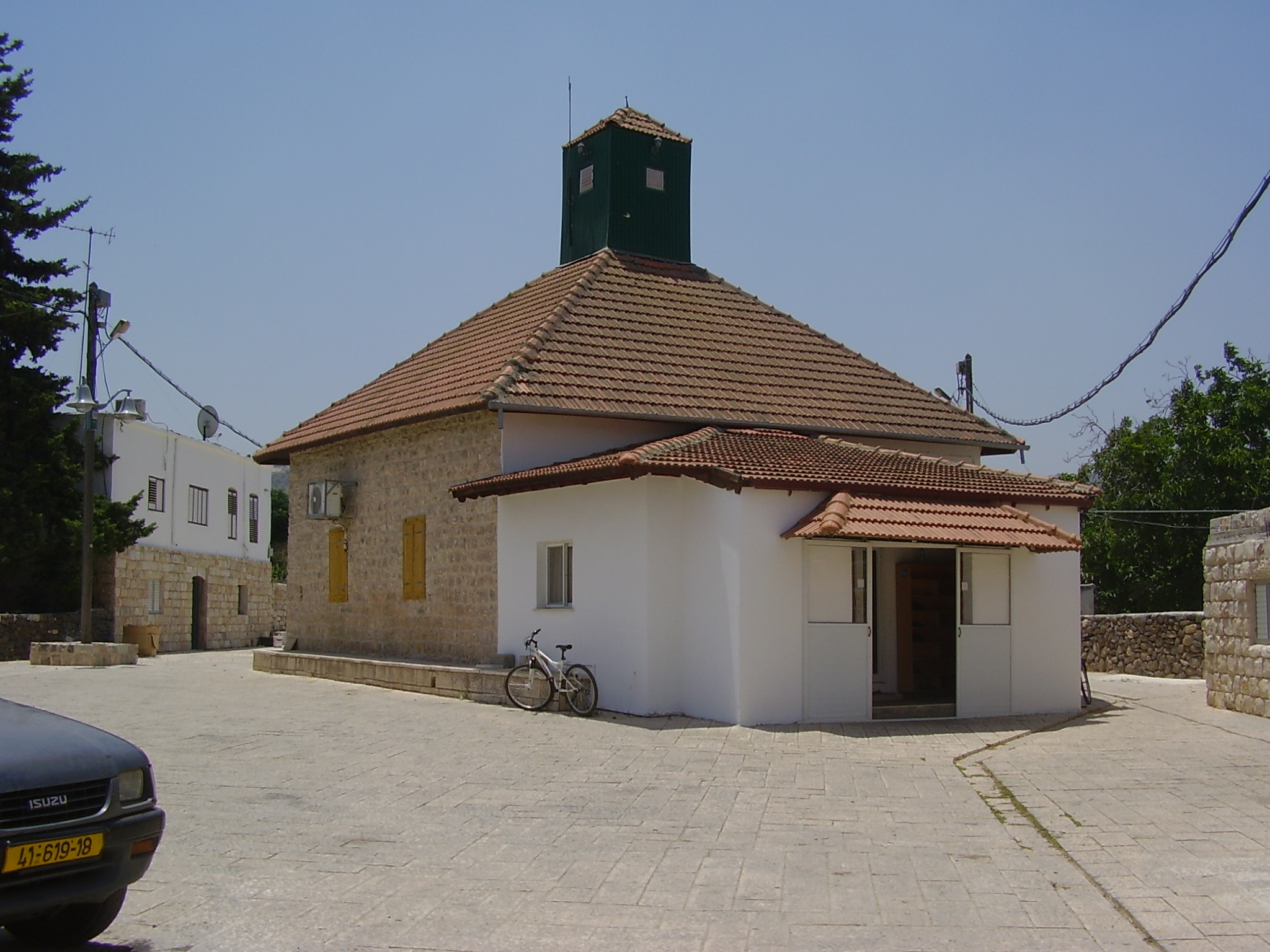
La moschea di Rehaniya

I circassi giunsero in Medio Oriente nel XIX secolo dopo essere stati cacciati dalla loro patria nel Caucaso nell'ambito del genocidio circasso attuato dall'Impero russo. In quanto musulmani i profughi circassi vennero accolti dall'Impero ottomano, il quale li stabilì in numerosi suoi territori, inclusa la Galilea, allora part del vilayet di Beirut, nella Siria ottomana. Il villaggio di Rehaniya venne stabilito nel 1873 e nel 1878 che arrivarono le prime famiglie circasse dalle tribù abazah. Il villaggio fu fondato nel 1880 da 66 famiglie, la maggior parte delle quali erano abzakh.
Nel censimento del 1922, condotto dalle autorità del Mandato britannico della Palestina, il villaggio contava 211 abitanti, tutti musulmani, passati a 222 nel 1932, distribuiti in 53 abitazioni. Nel censimento del 1945 la popolazione contava 290 abitanti, tutti musulmani e il territorio si estendeva per 6137 dunam.
Il villaggio venne catturato dagli israeliani nel 1948, nell'ambito dell'Operazione Hiram; il villaggio si arrese all'avanzata dell'esercito israeliano e gli abitanti furono di conseguenza autorizzati a rimanere. Nel novembre 1949 un piano per sfrattare gli abitanti del villaggio, così come quelli di altri cinque villaggi lungo il confine con il Libano, fu presentato al governo israeliano. Le proposte vennero fortemente sostenute dalle forze di difesa israeliane, ma il piano vide il veto dal ministero degli esteri, preoccupato per la possibile reazione internazionale. Il villaggio fu sottoposto alla legge marziale fino al 1966.

## Società
La grande maggioranza della popolazione è costituita da circassi di religione musulmana e principalmente della tribù abzakh. Una minoranza della popolazione è costituita da arabi palestinesi. Rehaniya rappresenta una delle due comunità circasse in Israele insieme a Kfar Kama. Il villaggio è costruito nel tradizionale stile circasso: le case sono costruite una accanto all'altra e formano un muro di protezione intorno alla città. Nel villaggio c'è una moschea costruita nello stile caucasico e sostanzialmente diversa dalle moschee arabe. Il villaggio comprende un museo e un centro per il patrimonio circasso. Gli uomini circassi, a differenza di quelli arabi, sono tenuti a effettuare servizio militare nell'esercito israeliano.